# Nośnik magnetyczny
Nośnik magnetyczny (pamięć magnetyczna) – nośnik danych wykorzystujący do przechowywania danych zjawisko ferromagnetyzmu. Zapis i odczyt dokonywany jest z wykorzystaniem głowic elektromagnetycznych. Odmienny sposób zapisu i odczytu stosowały historyczne już pamięci magnetyczne: ferrytowa, cienkowarstwowa, drutowa i pęcherzykowa.
| Nazwa nośnika                                        | Nazwa urządzenia                        |
| ---------------------------------------------------- | --------------------------------------- |
| taśma magnetyczna                                    | magnetofon, streamer                    |
| bęben magnetyczny                                    | pamięć bębnowa                          |
| dyskietka magnetyczna 3,5" – DD, HD, 2HD             | stacja dyskietek FDD 3,5"               |
| dyskietka magnetyczna 5,25" – 360 kB ÷ 1,2 MB        | stacja dyskietek FDD 5,25"              |
| dyskietka magnetyczna 8"                             | stacja dyskietek FDD 8"                 |
| dyskietka magnetyczna typu ZIP – 100, 250 lub 750 MB | napęd ZIP                               |
| dysk magnetyczny 5 MB (1980 r.) do 16 TB (2018 r.)   | dysk twardy HDD 5,25", 3,5", 2,5", 1,8" |